# Руска Рада (газета)
«Руска Рада» — популярний двотижневик, згодом тижневик.
Виходив у Чернівцях 1898—1908 рр. заходами Степан Смаль-Стоцького; видання Товариства Руська Рада, редактор Іван Созанський, співредактор — Євген Семака. Серед дописувачів — Глинський Теофан,